# Karel Candael
Karel Candael (* 4. September 1883 in Antwerpen; † 27. März 1948 in Rotterdam) war ein belgischer Komponist, Dirigent und Musikpädagoge.

## Leben und Werk
Karel Candael studierte am Konservatorium von Antwerpen. 1919 wurde er dort als Musiklehrer für Solfège angestellt. Ab 1925 unterrichtete er Musiktheorie und ab 1934 Kontrapunkt. Von 1911 bis 1919 leitete er das Orchester am Niederländischen Theater in Antwerpen. Er wirkte dort auch später als Dirigent an der Königlich Flämischen Oper und wurde 1937 musikalischer Leiter der flämischen Sendungen des belgischen Rundfunks.
Sein kompositorisches Schaffen umfasst das Oratorium La vie de Marie (1943), Bühnenmusiken, die choreographische Phantasie Le Cantique des Cantiques (1935), die Symphonie de danse (1941, unvollendet), die Konzertsuite aus dem Ballett Les sept péchés capitaux (1927), das Poème en forme de rhapsodie für Orchester (1931), Kantaten und a-capella-Chorwerke, kleinere Instrumentalstücke und über 100 Lieder.
Als Dirigent setzte sich Karel Candael entschieden für das Werk von Peter Benoît ein.